# Elisabet Cecilia Clephane
Elisabet Cecilia Clephane, född 1830 och död 1869. Författare i Skottland.

## Psalmer
- Det var nittionio gömda väl till en melodi av Ira D. Sankey. Finns på Wikisource.
- Vid Jesu kors, det dyra nr 129 i Svenska Missionsförbundets sångbok 1920. Översatt av Erik Nyström.